# 익산시어린이영어도서관
익산시어린이영어도서관은 전북특별자치도 익산시에 있는 공립 도서관이다.

## 연혁
- 2019년 3월 26일 개관.